# Kirill Grigorjevič Razumovský
Kyrill Grigorjevič hrabě Razumovskij (někdy v jiných jazycích též Razumowski, či Razoumoffsky apod., rusky Кири́лл Григо́рьевич Разумо́вский, narozen jako Ро́зум / Rosum, 18. březnajul./ 29. března 1728greg. v obci Lemeši kozeleckého oddílu kyjevského pluku (dnes Kozelecký rajon Černihivské oblasti, Ukrajina) — 9. lednajul./ 21. ledna 1803greg. v Baturinu, Ruské impérium) byl ruským carským státníkem ukrajinského kozáckého původu a posledním hejtmanem záporožského vojska (1750–1764), generální polní maršál (1764), předseda Ruské akademie věd po více než padesát let (v letech 1746–1798).

## Rodina a život
Jeho bratr Alexej Grigorjevič byl morganatickým manželem carevny Alžběty I., což Kyrillovi umožnilo stát se ve věku 18 let předsedou Ruské akademie věd. Do hraběcího stavu byl povýšen roku 1744 za panování carevny Kateřiny II.
Byl též zakladatelem hraběcího a knížecího rodu Razumovských.